# Картеи
Картеите (gens Carteia) са фамилия от Древен Рим.
Луций Картей е приятел на Гай Касий Лонгин и е с него в Сирия през 43 р.н.е.